# Добруша (Водице)
Добруша (словен. Dobruša) — поселення в общині Водиці, Осреднєсловенський регіон, Словенія. 
Висота над рівнем моря: 332,6 м.